# Andrej Perlov
Andrej Borisovitj Perlov (ryska: Андрей Борисович Перлов), född den 12 december 1961, är en sovjetisk före detta friidrottare som tävlade i gång. 
Perlov tillhörde den yttersta världseliten framför allt på 50 km gång under början av 1990-talet. Han vann guld vid Olympiska sommarspelen 1992 och EM-guld 1990. 
Vid VM 1991 ville han och Aleksandr Potasjov dela på guldet och korsade mållinjen samtidigt men domarna valde att ge guldet till Potasjov med en hundradels sekunds marginal.
Perlov hade även världsrekordet på 50 km gång mellan åren 1989 och 2000, då landsmannen Valerij Spitsyn slog hans rekord. Han hade även rekordet på 20 km gång under några månader 1990.

## Personliga rekord
- 20 km gång - 1:18.20 från 1990
- 50 km gång - 3:37.41 från 1989